# Yesterday (canção de The Beatles)
"Yesterday" (em português: ontem) é uma canção composta por Paul McCartney (creditada a Lennon/McCartney), gravada em 1965 para o álbum Help!. Segundo o Guinness World Records, "Yesterday" é a canção com mais transmissões em rádios em todo o mundo, com mais de seis milhões de emissões nos Estados Unidos. "Yesterday" é também a música com mais covers na história da música popular, com cerca de mil e seiscentas interpretações diferentes. A BMI afirma que a canção foi interpretada quase sete milhões de vezes no século XX.
"Yesterday" é uma balada melancólica com uma duração de dois minutos e três segundos. Esta foi a primeira composição oficial da banda The Beatles gravada apenas por um integrante, Paul McCartney, acompanhado por um quarteto de cordas. A composição se diferencia notavelmente das demais obras anteriores do grupo musical, motivo que fez os demais integrantes não aceitarem que fosse publicada como um single no Reino Unido.

## Origem
Segundo os biógrafos de McCartney e da banda The Beatles, McCartney compôs a melodia completa em um sonho que teve na casa de sua noiva Jane Asher em Londres. Após despertar, ele rapidamente foi até o piano, ligou um gravador e começou a tocá-la, para não se esquecer. McCartney inicialmente temia ter plagiado uma composição existente, e comentou sobre o assunto:
"Por cerca de um mês visitei pessoas do ambiente musical, perguntando se conheciam essa melodia. Foi como se eu tivesse encontrado algo que deveria ser entregue para a polícia. Pensei que se ninguém reclamasse em algumas semanas, então seria minha".
Depois de se convencer de que não havia tomado a melodia de outra composição, McCartney começou a compor a letra para acompanhar a melodia. Originalmente, a canção foi intitulada "Scrambled Eggs" (em português: "Ovos Mexidos"), mas McCartney encontrou um título mais apropriado em uma carta. Posteriormente, ele disse:
"A primeira coisa que eu fiz foi verificar se a melodia já tinha dono, e as pessoas me disseram: 'Não, é adorável, e estou seguro que ela é toda sua'. Levei um pouco de tempo para me certificar que ela não pertencia a ninguém, mas com um bom motor de busca, finalmente, certifiquei-me que ela é minha. Em princípio não tinha a letra, mas a chamaria de Scrambled Eggs".
Durante as filmagens do filme Help!, um piano foi colocado em uma dos estúdios onde as filmagens estavam sendo conduzidas e McCartney aproveitou esta oportunidade para mexer com a canção. Richard Lester, o diretor do filme, irritou-se e perdeu a paciência e disse para que McCartney terminasse a música ou o piano seria removido. A paciência dos outros Beatles também foi testada pelo trabalho em andamento de McCartney, George Harrison disse sobre ele: "Caramba, ele está sempre falando sobre essa canção. Você pensaria que ele era Beethoven ou alguém!".
McCartney inicialmente afirmou ter composto "Yesterday" durante os concertos de The Beatles na França, em 1964; no entanto, a música não foi lançada até o verão de 1965. Durante esse tempo, o grupo publicou dois álbuns, Beatles for Sale e A Hard Day's Night, sendo que a canção poderia ter sido incluída em qualquer um deles. Embora McCartney nunca disse o que de fato aconteceu, é provável que a razão para este atraso fosse o reflexo de um hipotético desentendimento entre McCartney e George Martin sobre o arranjo da canção, outro motivo seria a rejeição dos outros membro do grupo.
John Lennon comentou que a canção foi indo e voltando por algum tempo:
"A canção foi em torno de meses e meses antes de finalmente ser concluída. Cada vez que nós nos reunimos para escrever canções destinadas a uma sessão de gravação, esta ("Yesterday") reaparecia. E quase tivemos ela em um álbum. Paul escreveu quase toda a letra, mas não encontramos o título adequado. Chamamos-a de "Scrambled Eggs", por causa de uma brincadeira entre nós. Decidimos que o título deveria ter apenas uma palavra, mas não encontramos nenhum adequado. Em uma manhã, Paul se levantou, terminou a letra e encontrou o título. Entristeceu-me um pouco, porque tivemos muitos momentos engraçados em sua custa".
Em 27 de maio de 1965, McCartney e Asher viajaram a Lisboa para passar férias em Albufeira, Algarve e foi onde McCartney terminou de escrever a letra da canção. Ambos se hospedaram na casa de Bruce Welch e McCartney pegou emprestada uma de suas guitarras acústicas para completar o trabalho. A canção foi oferecida como um demo para Chris Farlowe antes da gravação da banda The Beatles, mas o cantor recusou porque a considerou "muito suave".

## Estrutura
Aparentemente simples, a primeira música gravada por um único integrante da banda tem McCartney tocando uma guitarra acústica de cordas de aço, acompanhado por um quarteto de cordas. A canção tem duas seções contrastantes, diferindo na melodia e no ritmo, produzindo uma sensação de disjunção.
A primeira seção ("Yesterday, all my troubles seemed so far away...") se inicia no acorde Fá maior, que posteriormente se altera para Mi menor, Lá maior e se encerra em Ré menor. Neste sentido, o acorde de abertura é um chamariz, o musicólogo Alan Pollack se referiu a esta seção: "a tonalidade de início (Fá maior) tem pouco tempo para se estabelecer antes de tomar a direção de Ré menor." Ele observa que esse desvio é um recurso de composição utilizado por Lennon e McCartney, que ele descreve como "gratificação adiada".
A segunda seção ("Why she had to go I don't know...") é, segundo Pollack, musicalmente menos surpreendente no papel do que no som. Iniciando-se com Mi menor, a progressão harmônica se move rapidamente através dos acordes Lá maior, Ré menor e Si bemol (próximo de Fá maior) antes de voltar em Fá maior, e no final deste, McCartney continua em Fá, enquanto as cordas descem para restaurar a tonalidade introdutória da primeira seção, antes de uma breve frase de encerramento ser cantarolada.

## Semelhança com outras canções
Em 2001, Ian Hammond especulou que McCartney, inconscientemente, poderia ter se baseado na versão da canção "Georgia On My Mind" de Ray Charles, mas encerrou seu artigo dizendo que, apesar das semelhanças com "Yesterday", este é um trabalho original e individual.
Em julho de 2003, musicólogos britânicos encontraram importantes semelhanças na letra e no esquema rítmico de "Yesterday" e a canção "Answer Me, My Love" de Nat King Cole (originalmente uma canção alemã de Gerhard Winkler e Fred Rauch llamada Mütterlein), resultando em especulações de que McCartney tinha sido influenciado por essa canção. Publicistas de McCartney negaram qualquer semelhança entre as canções.
"Yesterday" se inicia com a frase: "Yesterday, all my troubles seemed so far away / Now I need a place to hide away". A canção «Answer Me» tem como primeiro verso: "Yesterday, I believed that love was here to stay, won't you tell me where I've gone astray."
Em 2006, o produtor e escritor italiano Lilli Greco assegurou que "Yesterday" é uma versão da canção napolitana do século XIX chamada "Piccerè Che Vene a Dicere." Nesta mesma ocasião, Greco disse que McCartney e Lennon teriam um amplo conhecimento enciclopédico sobre a música mundial e particularmente eram aficionados pelas canções napolitanas. No entanto, as investigações não apontaram nenhuma semelhança entre as canções.

## Gravação

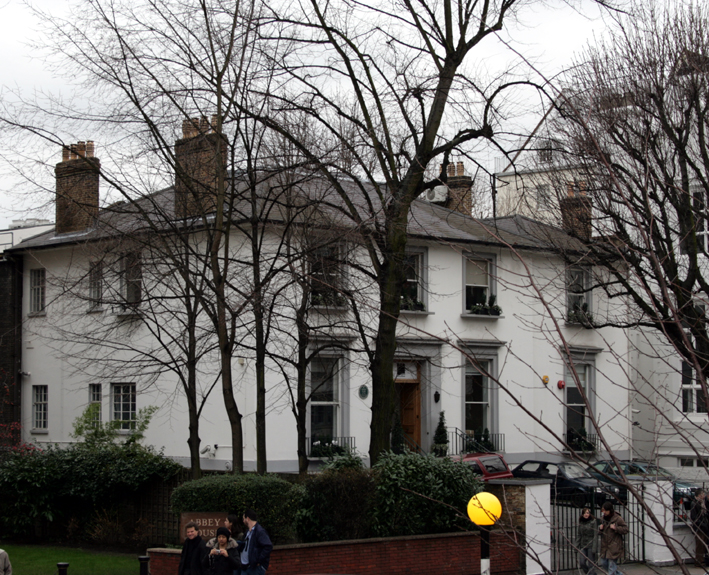
Imagem de Abbey Road Studios, Londres, estúdio em que foi gravada a canção.

A canção foi gravada em Abbey Road Studios, estúdio localizado em Londres e que pertencia a EMI, em 14 de julho de 1965 (imediatamente após a gravação de "I'm Down"). Há versões contraditórias sobre como foi a gravação da canção; a mais citada é que McCartney a gravou individualmente, sem a participação de outros membros do grupo. No entanto, fontes alternativas afirmam que em princípio McCartney e os outros Beatles testaram uma variedade de instrumentos, incluindo bateria e um órgão, posteriormente, George Martin os convenceram para que McCartney tocasse individualmente uma guitarra acústica de cordas de aço, e mais tarde, ocorreu a inclusão de um quarteto de cordas. De qualquer forma, nenhum outro membro do grupo foi incluído na gravação final.
McCartney fez duas tomadas de "Yesterday" em 14 de junho de 1965. A tomada dois foi considerada a melhor e foi usada para a masterização final. Um quarteto de cordas foi adicionado para completar a versão que foi publicada. Posteriormente, a tomada um, que não contém nenhuma masterização, foi lançada na compilação do álbum Anthology 2. A tomada dois contém dois versos a mais do que na primeira tomada: "There's a shadow hanging over me" / "I'm not half the man I used to be".
Posteriormente, George Martin disse:
Esta [Yesterday] não era, na verdade, uma gravação de The Beatles e eu discuti isso com Brian Epstein: 'Você sabe, esta é uma canção de Paul... a única credenciada por Paul' Ele disse: Não, seja o que for, não dividiremos o The Beatles.

### Equipe
Dados oferecidos por Mark Lewisohn e Ian MacDonald:
- Paul McCartney - vocalista, guitarra acústica
- Tony Gilbert - violino
- Sidney Sax - violino
- Kenneth Essex - alto
- Francisco Gabarro - violoncelo
- George Martin - produtor musical
- Norman Smith - engenheiro de áudio

## Lançamento

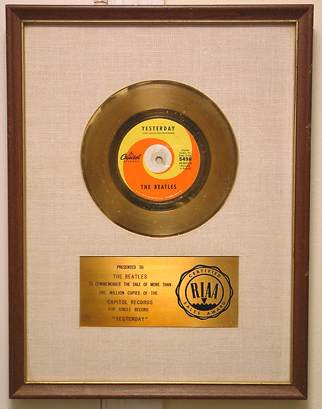
Em outubro de 1965, "Yesterday" recebeu um disco de ouro outorgado pela RIAA.

Embora McCartney estivesse fascinado com a música, ele não conseguiu convencer os outros membros da banda que a canção poderia aparecer em um álbum, isto porque a canção não correspondia à sua imagem, especialmente, considerando o fato que a canção não tinha muita semelhança com as demais do grupo daquela época. Este ponto de vista foi tão forte que Lennon, Harrison e Starr não permitiram que "Yesterday" fosse publicada como um single no Reino Unido, entretanto, a proibição da banda não evitou que Matt Monro regravasse a canção, este seria o primeiro de muitos covers. A versão de Monro apareceu entre as dez primeiras nas paradas britânicas logo após seu lançamento no outono de 1965.
A influência da banda The Beatles em sua gravadora nos Estados Unidos, Capitol Records, não era tão forte como na gravadora britânica. Nos Estados Unidos, um single, que incluiu "Yesterday" e "Act Naturally" (canção com vocais de Starr) foi lançado em 29 de setembro de 1965, o single se manteve presente por onze semanas nas paradas musicais estadunidenses, liderando por um mês. "Yesterday" vendeu um milhão de cópias em cinco semanas, e foi a mais tocada nas rádios estadunidenses por oito anos consecutivos, a sua popularidade era inegável.
Em 4 de março de 1966, a canção "Yesterday" foi lançada como um EP no Reino Unido, acompanhada pela canção "Act Naturally" (lado A) e por "You Like Me Too Much" e "It's Only Love" (lado B). O EP fez sua primeira aparição nas paradas musicais em 12 de março, chegando a primeira colocação em 26 de março, permanecendo nesta posição por dois meses.
Dez anos mais tarde, em 8 de março de 1976, "Yesterday" foi lançada pela Parlophone como um single no Reino Unido, acompanhada por "I Should Have Known Better" no lado B. O single apareceu novamente nas paradas, mas não ocupou uma posição maior do que a oitava. O lançamento foi o resultado do término do contrato da banda com a gravadora EMI, que pertencia a Parlophone. a gravadora EMI lançou vários singles do The Beatles, sendo que vinte e três deles compareceu ao top 100 das paradas do Reino Unido, incluindo seis ao top 50.

## Paradas musicais, certificações e reconhecimentos
| 1965                                | Posição |
| ----------------------------------- | ------- |
| Austrália (Kent Music Report)       | 2       |
| Áustria (Ö3 Austria Top 40)         | 10      |
| Bélgica (Ultratop 50 Flandres)      | 1       |
| Países Baixos (Mega Single Top 100) | 1       |
| Noruega (VG-lista)                  | 1       |
| Estados Unidos (Billboard Hot 100)  | 1       |
| Estados Unidos (Cash Box Top 100)   | 1       |
| 1976                                | Posição |
| Austrália (Kent Music Report)       | 86      |
| Países Baixos (Mega Single Top 100) | 26      |
| Irlanda (IRMA)                      | 4       |
| Reino Unido (UK Singles Chart)      | 8       |
| 2010                                | Posição |
| Espanha (Promusicae)                | 44      |
| Polônia (Polish Airplay Top 5)      | 5       |

| Região                | Certificação | Certificações de vendas |
| --------------------- | ------------ | ----------------------- |
| Estados Unidos (RIAA) | Ouro         | 1 000 000^              |

## Recepção e reconhecimentos
"Yesterday" é conhecida como a canção com mais gravações na história da música popular, e sua entrada no Guinness World Records, em janeiro de 1986, afirma que a canção foi regravada mais de três mil e duzentas vezes. Em 1994, "Yesterday" apareceu em 500 Songs That Shaped Rock, uma compilação com quinhentas canções de rock promovida pelo Rock and Roll Hall of Fame. Em 1999, a Broadcast Music Incorporated (BMI) colocou a canção na terceira posição de sua lista de canções mais interpretadas do século XX nas rádios e televisões, com aproximadamente sete milhões de atuações. "Yesterday" foi superada apenas por "Never My Love" de The Association e "You've Lost That Lovin' Feelin'" de Righteous Brothers. No mesmo ano, a canção foi eleita a melhor canção do século XX pela BBC Radio.
A canção também figurou no terceiro lugar da lista The 101 Greatest Tracks by The Beatles (2006) e na décima primeira colocação da compilação The 100 Greatest Songs of All Time (2000), ambas promovidas pela revista Mojo. Em 2001, a canção foi incluída na quinquagésima sexta posição da compilação Songs of the Century da RIAA. "Yesterday" é listada em diversas listas e compilações da revista Rolling Stone; Nos Estados Unidos, a canção já apareceu em Rolling Stone’s 100 Greatest Pop Songs (compilação realizada com a participação da MTV), 100 Greatest Beatles Songs e The 500 Greatest Songs of All Time, ocupando o posto de número 1, 4 e 14, respectivamente.
"Yesterday", no entanto, também recebeu críticas negativas, principalmente por ser mundana e enjoativa. Bob Dylan teve uma expressiva aversão pela canção, dizendo que "se você ir entrar na Biblioteca do Congresso, pode obter algo muito melhor do que isso. Há milhões de canções como 'Yesterday' e 'Michelle' escritas em Tin Pan Alley". Ironicamente, em última instância, Dylan gravou sua própria versão de "Yesterday" quatro anos mais tarde, mas esta versão nunca foi publicada.